# Yes stars 123
Yes stars 123 reprezintă un grup de canale de televiziune, care difuzează producții tv americane și britanice. Transmisia se face de furnizorul israelian de televiziune prin satelit yes.